# Плътското познание
„Плътското познание“ (на английски: „Carnal Knowledge“) е американски комедийна драма от 1971 година, режисиран от Майк Никълс по сценарий на Жул Файфер. С участието на Джак Никълсън, Арт Гарфънкъл, Ан-Маргрет, Рита Морено и Кандис Бъргън.

## Сюжет
Филмът разказва за двадесетгодишния период от живота на двама млади американци - Джонатан и Сенди, които започват от студентските им години. През 40-те години на миналия век, докато учат в колеж, те трябва да живеят заедно в една и съща стая. Разказват приключенията на младите мъже в търсене на плътска любов, за да посрещнат сексуалните желания на младостта.

## В ролите
| Изпълнител    | Роля            |
| ------------- | --------------- |
| Джак Никълсън | Джонатан Фьорст |
| Арт Гарфънкъл | Сенди           |
| Ан-Маргрет    | Боби            |
| Кандис Бъргън | Сюзан           |
| Рита Морено   | Луиз            |
| Керъл Кейн    | Дженифър        |
| Синтия О'Нийл | Синди           |